# Prosthetic (singolo)
Prosthetic è un singolo del gruppo musicale britannico Haken, pubblicato il 3 aprile 2020 come primo estratto dal sesto album in studio Virus.

## Descrizione
Si tratta della traccia d'apertura dell'album nonché la prima ad essere stata composta, come spiegato dal gruppo in occasione della sua presentazione:

## Video musicale
Il video, reso disponibile attraverso il canale YouTube della Inside Out Music in concomitanza con il lancio del singolo, è stato diretto da Vicente Cordero e mostra scene del gruppo intento a eseguire il brano su un'ambientazione buia illuminata da elementi gialli (gli stessi utilizzati per la copertina di Virus) con altre in cui viene mostrato un paziente ribellarsi agli psichiatri.

## Tracce
1. Prosthetic – 5:58

## Formazione
Gruppo
- Ross Jennings – voce
- Richard Henshall – chitarra
- Charlie Griffiths – chitarra
- Conner Green – basso
- Diego Tejeida – tastiera
- Raymond Hearne – batteria

Altri musicisti
- Pete Rinaldi – chitarra acustica

Produzione
- Haken – produzione
- Anthony Leung – ingegneria parti di batteria
- Adam "Nolly" Getgood – ingegneria parti di batteria, missaggio
- James Stephenson – montaggio aggiuntivo
- Chris McKenzie – ingegneria del suono aggiuntiva parti vocali
- Sebastian Sendon – assistenza tecnica parti vocali
- Ermin Hamidovic – mastering